# Freetz (Putbus)
Freetz ist ein Ortsteil der Stadt Putbus im Landkreis Vorpommern-Rügen in Mecklenburg-Vorpommern.

## Geografie und Verkehrsanbindung
Freetz liegt südöstlich der Kernstadt Putbus unweit des Greifswalder Boddens. Die Landesstraße 29 verläuft nördlich und weiter entfernt nordöstlich die B 196. Westlich liegt das 157 ha große Naturschutzgebiet Goor-Muglitz.